# Parque nacional Chūbu-Sangaku
El parque nacional Chūbu-Sangaku (中部山岳国立公園, Chūbu Sangaku Kokuritsu Kōen) es un parque nacional en la región de Chūbu de Japón. Se estableció alrededor de las montañas Hida y abarca partes de las prefecturas de Nagano, Gifu, Toyama y Niigata. Fue designado parque nacional el 4 de diciembre de 1934, junto con el parque nacional Daisetsuzan, el parque nacional Akan, el Parque nacional de Nikkō y el parque nacional de Aso Kujū.

## Geografía
Las montañas Hida, o Alpes del Norte, constituyen la mayor parte del parque. Hay muchos puntos de las montañas Hida dentro del parque que están por encima de los 3000 m, incluyendo Kamikōchi, el monte Norikura, el monte Hotaka y el monte Tate. El parque alberga numerosas gargantas, barrancos y escarpes de formas dramáticas,[1] así como la cabecera del río más largo de Japón, el río Shinano, que nace aquí como río Azusa en la ladera sureste del monte Yari.

## Actividades recreativas
El parque nacional Chūbu-Sangaku se ha convertido en la zona de senderismo más importante de Japón[1] A menudo los turistas visitan el cercano valle montañoso de las tierras altas, Kamikochi. 